# Sven Ahlgren
Sven Ahlgren, född 1728, död 25 oktober 1809 i Asarum, var en svensk organist, inspektor och byggmästare i Jämshög. Han byggde en orgel 1767 till Jämshögs kyrka.

## Biografi
Han bodde 1769–1771 i Jämjö nr 6 i Jämshögs socken och arbetade som organist i församlingen. Familjen flyttade omkring 1772 till Asarum nr 19 i Asarums socken och blir där inspektor. 1795 flyttar de till Uppsala. Han flyttade 1800 tillbaka till Asarum nr 19.
Ahlgren avlider 25 oktober 1809 i Asarum och begravs den 31 oktober samma år. Han benämns då vara byggmästare.

### Familj
Ahlgren gift sig omkring 1770 med Johanna Christina Tjäderström (1740–1791). De fick tillsammans barnen: Brita Christina (född 1770-1819), Maria Elisabet (född 1771), Elias (född 1775), Andreas (född 1777), Johannes (född 1780) och Samuel (född 1782).

## Orgelverk
| År   | Ursprunglig kyrka | Stift | Bild | Manualer | Pedal   | Stämmor | Bevarad orgel/fasad | Övrigt |
| ---- | ----------------- | ----- | ---- | -------- | ------- | ------- | ------------------- | ------ |
| 1767 | Jämshögs kyrka    | Lunds |      | 1        | Bihängd | 13      | Nej/Nej             | [ 18 ] |